# オーグメンテッドバーチャル
オーグメンテッド・バーチャル（英: Augmented Virtuality、AV）は、バーチャルリアリティに関連する技術。拡張仮想感とも言う。仮想世界に現実の情報をオーバーレイ（重ね合わせる）させるものである。
例えばGoogleが行っているサービスで、Google Earth上に現実世界の写真を表示させるようなことやGoogleストリートビューのようなものを指す。
現実世界に仮想の情報をオーバーレイさせるオーグメンテッド・リアリティ（拡張現実感、AR）とは逆の概念である。